# Polygis
Polygis waren zwei verschiedene Geoinformationssysteme zur hybriden Verarbeitung von georeferenzierten Sachdaten, blattschnittfreien Rasterdaten und koordinatenechten Vektordaten. Die Programme besitzen Funktionen zu Analyse, Auswertung und Bearbeitung von Informationen.

## Zeitliche und Markteinordnung
Polygis, das insbesondere das Management raumbezogener Informationen von Infrastrukturen wie Straßen, Ver- und Entsorgungsnetze, Grundstücke und Gebäude behandelte, verfügte in den deutschsprachigen Ländern in der Kategorie Professional GIS mit einer Zahl von 16.450 Arbeitsplätzen (weltweit 16.500) bei 1.100 Kunden (weltweit 1.135) über einen Marktanteil von 12 % und rangierte 2006 damit an dritter Stelle.
Der Name Polygis ist ein eingetragenes Warenzeichen der Ingenieurgesellschaft für angewandte Computertechnik (IAC) mbH Leipzig, gegen die das Amtsgericht Leipzig wegen Zahlungsunfähigkeit und Überschuldung am 13. Januar 2014 das Insolvenzverfahren eröffnet hat. Seit Einstellung der Geschäftstätigkeit der IAC im Dezember 2013 wird der Name Polygis nicht mehr verwendet. 

## Geschichte

### „Altes“ Polygis
Polygis entstand aus einer Entwicklung des CAD/CAM-Zentrums im Kombinat Polygraph Leipzig in Zusammenarbeit mit dem VEB Robotron Elektronik Dresden und der Technischen Hochschule Leipzig (THL). Die THL begann 1987 mit der Entwicklung des CAD-Programms GEDIT/M16, welches seit 1988 von Polygraph weiterentwickelt wurde. Daraus entstand 1988 das CAD-Programm PolyCAD, bestehend aus den Teilen PolyCON (2D-Konstruktionsmodul), PolyDAT (Projektierungsmodul) und PolyNC (NC-Schnittstelle). Am 1. März 1990 gründeten ehemalige Mitarbeiter des CAD/CAM-Zentrums die IAC und begannen seit 1991 aus PolyCAD heraus mit der Entwicklung von Polygis.
Die erste Version von Polygis, die noch unter DOS lief, wurde 1992 durch die IAC auf den Markt gebracht. 1993 erschien Polygis 3.0 unter Windows 3.11. Von 1996 bis 2009 bestand eine Kooperation der IAC mit der Software-Büro Lothar Bubel (SWBB) GmbH im saarländischen Kirkel. Bis zur Version 9.9 war Polygis eine klassische Desktopanwendung auf Delphi-Basis. Bis zu dieser Version war SWBB Entwickler, Urheber und Inhaber der Nutzungsrechte von Software und Applikationsframework, und IAC war nur Eigentümer des Markennamens Polygis. Aufgrund unterschiedlicher Vorstellungen über die zukünftige Entwicklung des Programms beendeten IAC und SWBB ihre Zusammenarbeit.
Das Unternehmen SWBB benannte sich im November 2009 in Caigos GmbH um und vertreibt das alte Polygis seit dem 1. August 2010 unter dem neuen Namen Caigos und entwickelt es weiter. Die Caigos GmbH ist seit 2011 ein Tochterunternehmen der IDS-Gruppe.

### „Neues“ Polygis
Da mit dem Ende der Kooperation zwischen IAC und der CAIGOS GmbH auch die Nutzungsrechte von IAC am alten Programmcode endeten, schloss IAC im September 2009 eine Partnerschaft mit dem Softwareunternehmen Intergraph Deutschland. Ziel war die gemeinsame Neuentwicklung eines Programms mit dem Namen Polygis 10.
IAC und Intergraph versuchten bis zum Sommer 2011 eine komplett webbasierte GIS-Lösung mit Java-Smart-Client auf Basis der GIS-Komponente GeoMedia Smart Client (ehemals ResPublica) von Intergraph zu etablieren, was jedoch nur rudimentär gelang. Das Programm Polygis 10 sollte Sach- und Geometriedaten gemeinsam nach den offenen OGC-Standards in standardisierten Datenbanken verwalten.
Inzwischen sind im Rahmen des Insolvenzverfahrens der IAC alle Rechte am Markennamen Polygis wieder an die Caigos GmbH, ein Unternehmen der IDS-Gruppe, übergegangen.

## Datenformate
Polygis sowie Caigos und GeoMedia Smart Client Kommunal können Raster- wie Topographische Karten, Flurkarten, Lagepläne oder Luftbilder und Vektordaten, die in Form von Koordinaten gespeichert sind, zusammen mit den zugehörigen über Referenzen mit den grafischen Daten verbundene Sachdaten verarbeiten.
Die Programme kennen folgende Formate:

### Rasterformate
- PCX
- TIF
- GIF
- JPG
- PNG
- BMP
- GeoTIFF
- Polygis-Raster-Format (PGR und DAT, genutzt bis Polygis 9.9)

### Vektorformate
- DXF
- AtlasGIS (BNA)
- ArcInfo/ArcView (Shape)
- MapInfo (TAB und MIF)
- SICAD (SQD)
- EDBS
- BGRUND
- Polygis-Metafile (PMF, genutzt bis Polygis 9.9)

## Fachschalen
Fachschalen wurden in Polygis Fachanwendungen genannt, die vorgefertigte Tabellen für bestimmte Aufgabengebiete (z. B. Verwaltung von Fernwärmeleitungen) enthalten. Sie sollen dem Nutzer einen großen Teil des Arbeitsaufwands abnehmen. Sie bieten weitere fachspezifische Funktionalitäten, die über die Standardfunktionen von Polygis hinausgehen. Alle Fachschalen waren in das System integriert, wobei Polygis den Kern dieser Lösung bildete. Polygis 10 stellte folgende Fachschalen zur Verfügung: Grün, ALKIS (Amtliches Liegenschaftskatasterinformationssystem), Kanal, Verkehrszeichen, Kleinkläranlagen, Baum, KOMSTAT (Kommunale Statistik), Wasser, Straßenreinigung, Gas, KSIB (Kommunale Straßeninformationsbank), XPlanung, Wärme, Indirekteinleiter, Strom.
Der Datenaustausch mit anderen Programmen erfolgte über standardisierte Schnittstellen, wie XML, amtliche Schnittstellen, aber auch Standardformate wie DXF und DWG.

## Anwendungsgebiete
- kommunale Verwaltungen
- Ver- und Entsorgungsbetriebe
- Ingenieurbüros, Planungsbehörden
- Katasterämter